# Obchodní dům Lindt
Obchodní dům Lindt (Praha 1 - Nové Město, čp. 773, Václavské náměstí 4) je obchodní a administrativní palác, který nechal v polovině 20. let 20. století postavit podnikatel August Lindt. Architektem byl Ludvík Kysela, jenž zpracoval projekt ve funkcionalistickém stylu. Dům je kulturní památkou České republiky.

## Historie
Dům nechal na Václavském náměstí postavit August Lindt (Löwy, 1867 – po roce 1937), majitel firmy na výrobu umělých květin a ozdobných per. Ve své době se jednalo o první dům na Václavském náměstí, který měl prosklené průčelí.
V období nacistické okupace (Protektorát Čechy a Morava) bylo nepřípustné, aby dům měl židovské jméno. Byl proto přejmenován na obchodní dům Astra.
V roce 1970 bylo původní skleněné průčelí nahrazeno novou závěsnou stěnou. V roce 1998 proběhla další rekonstrukce, která vrátila domu původní vzhled.

### Dům knihy
V letech 1998 až 2011 zde fungoval obchodní dům s knižním sortimentem Dům knihy. Provozovala jej společnost Kanzelsberger. Šlo o první velké knihkupectví západního stylu, svého času největší v Praze.
Obchodní dům měl pět podlaží s prodejní plochou přes 2 000 m² a s literární kavárnou.
Společnost záměr uzavřít obchod avizovala už v roce 2009, po propuknutí ekonomické recese. Uváděla tehdy, že prostory nejsou vhodné pro obchod, navíc je vzhledem k památkové ochraně nebylo možné upravovat. Několik posledních let před uzavřením byl obchod ztrátový. Byl uzavřen 26. února 2011 se záměrem provozovatele nahradit jej menším obchodním domem v Ehlenově domě na Jungmannově náměstí.